# Garrett Dutton
Garrett Dutton, plus connu sous le pseudonyme de G. Love, né le 3 octobre 1972 à Society Hill, est un musicien et chanteur américain du groupe G. Love and Special Sauce.

## Biographie
Fils d'un avocat en banque, il commence la guitare à 8 ans et écrit sa première chanson l'année suivante. Il apprend aussi l'harmonica. Élève de la Germantown Friends School (en), il commence à jouer en solo dans les rues de Philadelphie. Après une année au Skidmore College, il déménage à Boston et joue pour une collecte de fonds en faveur de la paix. Il fait alors ses premiers concerts dans un bar de Boston appelé The Tam O'Shanter. Il y rencontre le batteur Jeffrey The Houseman Clemens (janvier 1993) avec qui il va se produire en duo. Quelques mois plus tard, ils sont rejoints par le bassiste Jim Jimi Jazz Prescott. Ils vont alors jouer tous les lundis au The Plough and Stars de Cambridge (Massachusetts).
G. Love collabore en 1999 à l'album Philadelphonic avec Jack Johnson où il interprète le titre Rodeo Clowns qui sera repris en 2003 dans l'album On and On. Il écrit aussi la chanson Beautiful de Tristan Prettyman (en).
Connu pour ses spectacles, G. Love part souvent en tournée avec Jack Johnson qui le fait signer sur son propre label Brushfire Records. Il apparaît alors dans les disques d'artistes comme Slightly Stoopid, Donavon Frankenreiter ou Dave Matthews qu'il accompagne en tournée.
Il écrit en 2009 la chanson Drifting de Zap Mama et, en 2010, rejoint The Avett Brothers pour produire l'album Fixin 'to Die, sorti en 2011 chez Brushfire.

## Discographie
Albums solo
- Oh Yeah (Philadelphonic Records - 1998)
- Has Gone Country (1998)
- The Hustle (Brushfire Records - 2004)
- Lemonade (Brushfire Records - 2006)
- Fixin' To Die (Brushfire Records - 2011)

Avec G. Love & Special Sauce
- Back in the Day (1993)
- G. Love and Special Sauce (Epic - 1994)
- Coast to Coast Motel (Epic - 1995)
- Yeah, It's That Easy (Epic - 1997)
- Philadelphonic (550 Music - 1999)
- Front Porch Loungin (2000)
- Electric Mile (550 Music - 2001)
- Superhero Brother (Brushfire Records - 2008)
- Long Way Down (Philadelphonic Records - 2009 (seulement en Australie et Nouvelle-Zélande)
- Sugar (Brushfire Records - April 22, 2014)
- Love Saves The Day (Brushfire Records - 2015)

Autres
- G. Love In the King's Court (live) (Fishtown Records - 1998)
- Best Of (Sony - 2002)
- Playlist: The Very Best of G. Love & Special Sauce (The Okeh Years) (Epic/Legacy - 2013)